# Sokoharjo
Sokoharjo is een bestuurslaag in het regentschap Purworejo van de provincie Midden-Java, Indonesië. Sokoharjo telt 877 inwoners (volkstelling 2010).